# Syndrome de Balint
Le syndrome de Balint, décrit en 1909 par Rezső Bálint (en) sous le nom de « paralysie psychique du regard », est un syndrome médical. Il est également connu sous les noms d'apraxie oculomotrice, d'ataxie visuomotrice ou de simultanagnosie.

## Caractéristiques du syndrome
Le syndrome, dénommé sous son nom actuel en 1954, associe trois éléments sémiologiques cumulatifs :
- l'apraxie optique (paralysie dite psychique du regard : difficulté à fixer une cible et à se concentrer) ;
- l'ataxie optique (trouble de la coordination visuomanuelle, prédominant en périphérie du champ visuel) ;
- la simultagnosie ou déficit de l'attention visuelle (incapacité de percevoir deux objets en même temps).

## Causes et origines
Ce syndrome est causé par une lésion souvent bilatérale du lobe pariétal postérieur ou de la jonction pariéto-occipitale.

## Divers
Le peintre Francisco de Goya (1746-1828) en aurait été atteint, séquelles d'une encéphalite, expliquant partiellement la modification et l'évolution de son style tardif (petits tableaux avec moindres détails).